# Зореліт

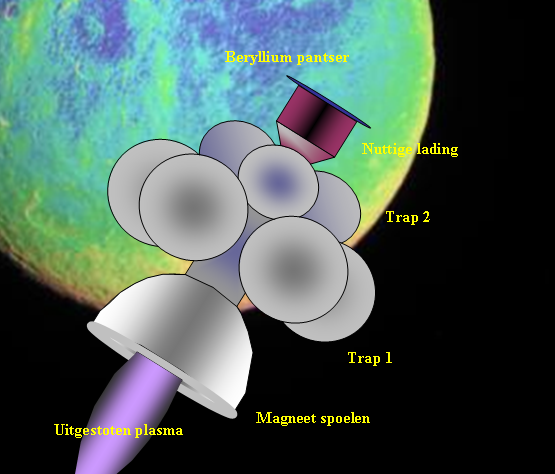
Перший доведений до стадії креслеників проект зорельота «Дедал»

Зореліт — космічний апарат, здатний рухатися між зоряними системами, здійснюючи таким чином міжзоряний політ. 
З опису фантастами зорельотів виділяють їх наступні характеристики:
- кожен зореліт повинен мати змогу як мінімум перевищити третю космічну швидкість для того, щоб вийти за межі зони притягання зірки і її планетарної системи (при наявності такої);
- якщо принцип навігації зорельоту побудований на релятивіській фізиці, в якій швидкість світла подолати неможливо, в його склад можуть входити:

- камери анабіозу, якщо вся чи більшість команди космічного апарата буде перебувати в довготривалому сні до моменту прильоту;
- великі житлові відсіки, якщо персонал космічного апарата буде активним протягом всього міжзоряного польоту (в цей час одні покоління можуть змінювати інші);
- також в таких польотах потрібно враховувати релятивіське сповільнення часу, коли команда зорельоту після повернення виявляється набагато молодшою за своїх сучасників;

- якщо політ відбувається за допомогою фантастичних технологій, типу виходу в гіперпростір, (гіперстрибок, гіперворота) чи телепортації, він характеризується недовготривалістю, технології подорожі автори або намагаються пояснити власними теоріями, або взагалі замовчують (особливо у космоопері);
- у багатьох зорельотів, які відповідають пізнішим етапам космоплавання, присутня штучна гравітація у вигляді відцентрової камери або пристроїв маніпуляції гравітацією (антигравітація тощо).